# 方承郁
方承郁（？—？），字伯文，號衷素，福建興化府莆田縣人，民籍，明朝政治人物。

## 生平
萬曆十六年（1588年）戊子科福建鄉試舉人，二十六年（1598年）戊戌科進士，吏部觀政，授夏津知县，二十七年調嘉定知县，丁憂歸。二十九年補授歙縣知縣，分校南闈，得周宗建等十餘人，三十五年以卓異擢南京兵部主事，养病，三十八年考察，改任教职，三十九年補廣平府儒學教授，四十一年升國子監博士，四十二年轉南京工部都水司主事。

## 家族
曾祖方重熙，举人；祖父方叔猷，举人，官通判；父方湛，字子朝；從父方沆。